# Musée historique et des porcelaines de Nyon

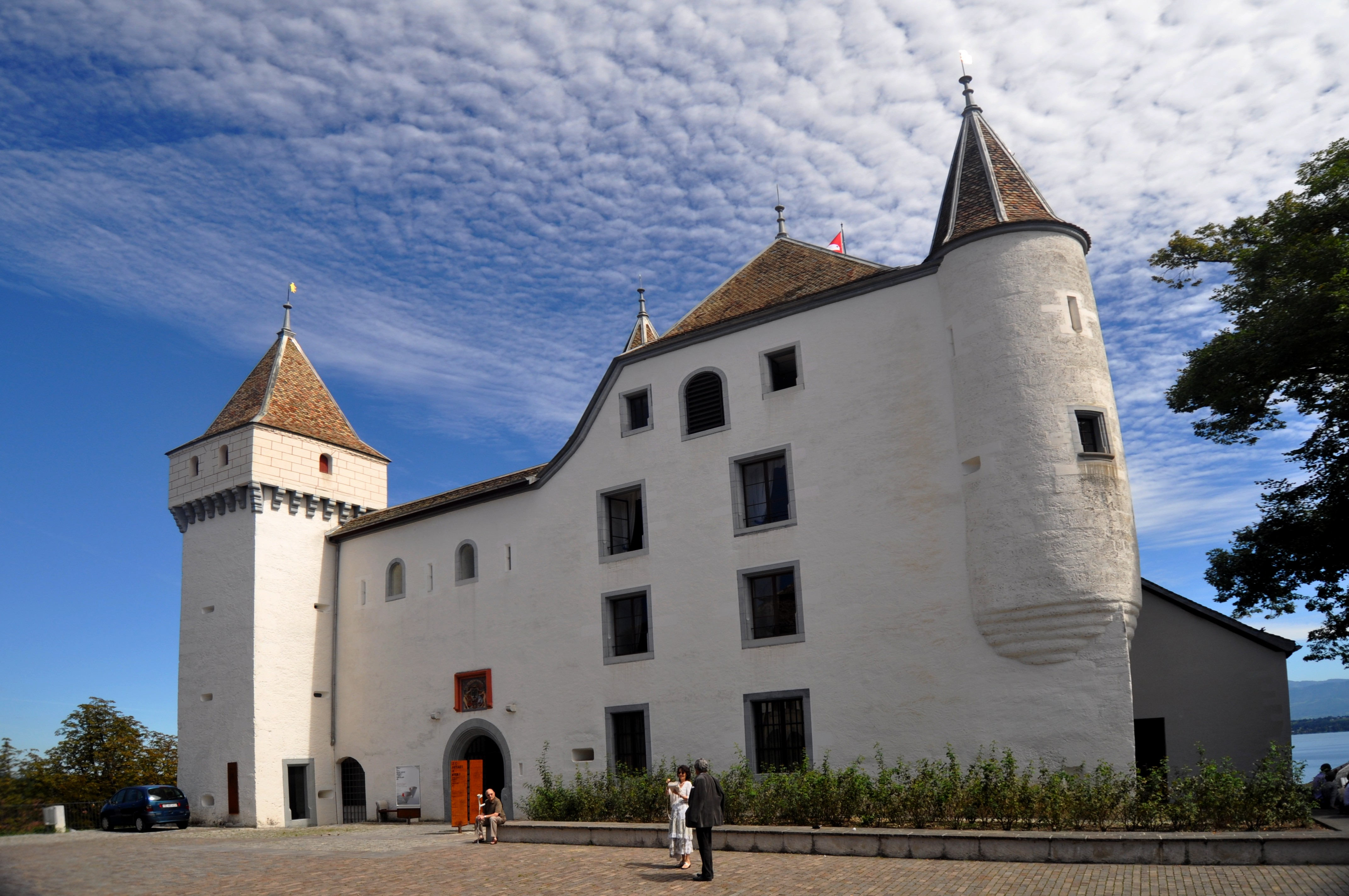
Das Schloss Nyon

Das Musée historique et des porcelaines de Nyon ist ein kulturgeschichtliches Mehrspartenmuseum in der waadtländischen Stadt Nyon in der Schweiz.
Der Name bedeutet ins Deutsche übersetzt «Museum für Geschichte und Nyon-Porzellan».

## Geschichte
1860 gründeten einige Personen aus Nyon eine Gesellschaft mit dem Zweck, geschichtliche Objekte aller Art aus Nyon für eine öffentliche Sammlung zu erwerben. Eine erste kleine Ausstellung der wachsenden ortsgeschichtlichen Sammlung war im Collège, der Mittelschule von Nyon, eingerichtet.
Als Datum für die offizielle Gründung des Historischen Museums gilt das Jahr 1888, als die Stadtverwaltung dafür einige Räume im Schloss Nyon im Stadtzentrum zur Verfügung stellte. Sowohl das Bauwerk, das aus dem Mittelalter stammt und in der Zeit der bernischen Herrschaft über die Waadt seine heute noch vorhandene Gestalt erhielt, als auch die Museumssammlung sind als Kulturgüter von nationaler Bedeutung verzeichnet.

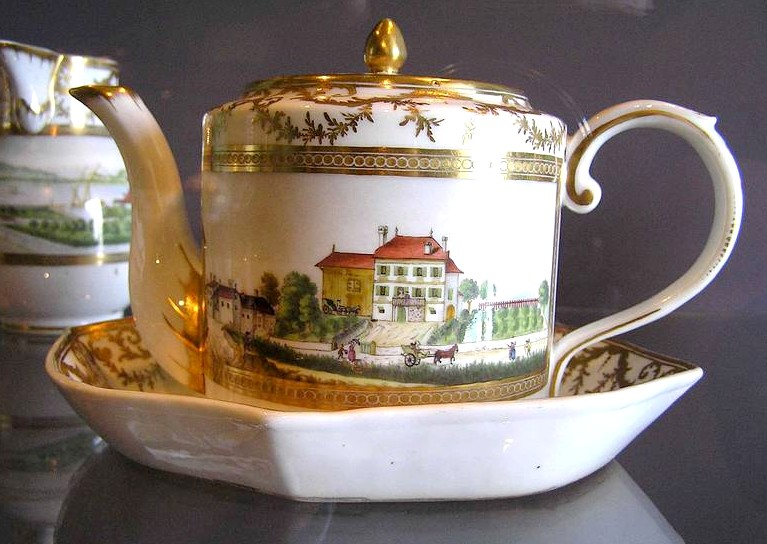
Porzellan von Nyon

Die Museumssammlung und auch die Ausstellung, die heute alle drei Stockwerke des Schlosses umfasst, bestehen aus zwei Bereichen. Zuerst war das Museum auf die Geschichte von Nyon ausgerichtet. Es besitzt Artefakte aus Nyon aus allen Epochen von der Jungsteinzeit bis ins 20. Jahrhundert. Darunter sind unter anderem Gemälde, Möbel, wertvolle bemalte Tapeten aus alten Bürgerhäusern sowie Fotografien.
Als im Jahr 1947 mit einer umfangreichen Ausstellung die lange von der Öffentlichkeit unbeachtete Geschichte der Porzellanmanufaktur von Nyon aufgearbeitet worden war, beschloss die Stadt, diesem für die Wirtschaftsgeschichte der Stadt besonders bedeutsamen Sachthema eine eigene Abteilung im Museum zu widmen.
1999 bis 2006 wurde das Schloss Nyon von Grund auf erneuert, und das Museum war in dieser Zeit geschlossen. Nach der Renovation kommt die Baugeschichte und Architektur das Hauses, das noch einzelne Bauteile der mittelalterlichen Burg aufweist, gut zur Geltung, und das Museum hat darin geeignete Ausstellungsräume erhalten.